# 1. slovenská národní fotbalová liga 1977/1978
V soubojích 9. ročníku 1. slovenské národní fotbalové ligy 1977/78 se utkalo 16 týmů dvoukolovým systémem podzim - jaro.

## Konečná tabulka
Zdroj: 
| Poř. | Tým                           | Z  | V  | R  | P  | VG | OG | B  |
| ---- | ----------------------------- | -- | -- | -- | -- | -- | -- | -- |
| 1.   | VSS Košice                    | 30 | 22 | 4  | 4  | 67 | 24 | 48 |
| 2.   | Plastika Nitra                | 30 | 22 | 2  | 6  | 67 | 25 | 46 |
| 3.   | ZVL Považská Bystrica         | 30 | 13 | 10 | 7  | 40 | 30 | 34 |
| 4.   | ČH Bratislava                 | 30 | 12 | 7  | 11 | 51 | 39 | 31 |
| 5.   | Chemlon Humenné               | 30 | 13 | 5  | 12 | 38 | 40 | 31 |
| 6.   | BZVIL Ružomberok              | 30 | 10 | 11 | 9  | 37 | 41 | 31 |
| 7.   | Gumárne Púchov                | 30 | 10 | 10 | 10 | 40 | 34 | 30 |
| 8.   | Slovenský hodváb Senica       | 30 | 10 | 10 | 10 | 37 | 40 | 30 |
| 9.   | Spartak SMZ Dubnica n/V       | 30 | 9  | 11 | 10 | 41 | 38 | 29 |
| 10.  | Zemplín Vihorlat Michalovce   | 30 | 9  | 10 | 11 | 29 | 39 | 28 |
| 11.  | Lokomotíva Spišská Nová Ves   | 30 | 10 | 7  | 13 | 28 | 35 | 27 |
| 12.  | ZVL Kysucké Nové Mesto        | 30 | 10 | 7  | 13 | 32 | 44 | 27 |
| 13.  | Strojárne Martin              | 30 | 11 | 4  | 15 | 37 | 37 | 26 |
| 14.  | Slavoj Poľnohospodár Trebišov | 30 | 9  | 8  | 13 | 26 | 45 | 26 |
| 15.  | Partizán Bardejov             | 30 | 4  | 9  | 17 | 30 | 51 | 17 |
| 16.  | Spartak Komárno               | 30 | 4  | 9  | 17 | 36 | 74 | 17 |

Poznámky
- Z = Odehrané zápasy; V = Vítězství; R = Remízy; P = Prohry; VG = Vstřelené góly; OG = Obdržené góly; B = Body

|  | 1. československá fotbalová liga 1978/79 |
|  | Slovenská fotbalová divize 1978/79       |

## Baráž o postup do I. ligy
TJ VP Frýdek-Místek - TJ Spartak BS Vlašim 1:1 (0:0), hráno v sobotu 17. června 1978 ve Frýdku-Místku.

TJ Spartak BS Vlašim - TJ VP Frýdek-Místek 1:0 (0:0), hráno ve středu 21. června 1978 ve Vlašimi.

Tým TJ Spartak BS Vlašim postoupil do finále o 1. československou fotbalovou ligu 1978/79 s celkem TJ VSS Košice.

TJ VSS Košice - TJ Spartak BS Vlašim 4:1 (2:0), hráno v pondělí 26. června 1978 v Košicích.

TJ Spartak BS Vlašim - TJ VSS Košice 1:2 (0:0), hráno v pátek 30. června 1978 ve Vlašimi.
Do 1. československé fotbalové ligy 1978/79 postoupilo mužstvo TJ VSS Košice. Tým TJ Spartak BS Vlašim nakonec nenastoupil ani do dalšího ročníku ČNFL, kvůli pokusu o uplacení rozhodčího v zápase s TJ VP Frýdek-Místek byl vyloučen ze soutěže a přihlášen o soutěž níže do Divize A 1978/79.